# Norman Island
Norman Island is een privé-eiland. Het ligt op het zuidelijkste puntje van de Britse Maagdeneilanden. Er wordt verondersteld dat Norman Island als inspiratie diende voor Robert Louis Stevensons boek Schateiland (Treasure Island) (1883).

## Overzicht
Het eiland is 2,52 km² en is 4,3 kilometer lang. Een grote haven, genaamd "The Bight" geldt als een van de meest veilige aanlegpunten in de omgeving. Norman Island behoort tot een eilandengroep die in de volksmond "Little Sisters" genoemd wordt. Behalve Norman Island maken ook Pelican Island, Peter Island, Salt Island, Dead Chest en Ginger Island uit van deze eilandengroep.
Er wordt beweerd dat Normal Island vernoemd is naar een Franse piraat, maar de identiteit van de piraat is onduidelijk. In 1775 werd het eiland Normands Island genoemd wat waarschijnlijk verwijst naar Normandië.
In 2022 was Normal Island eigendom van Henry Jarecki, een Amerikaanse psychiater en zakenman. Het eiland is vrij toegankelijk en bevat het bar-restaurant Pirate's Bight (Piratenbocht). Norman Island is een bekende stop voor cruiseships vanwege de grotten in de kliffen ten westen van The Bight-haven. De grotten lenen zich goed om te snorkelen. Op het eiland zijn 18 kilometer aan wandelpaden aangelegd.

## Galerij

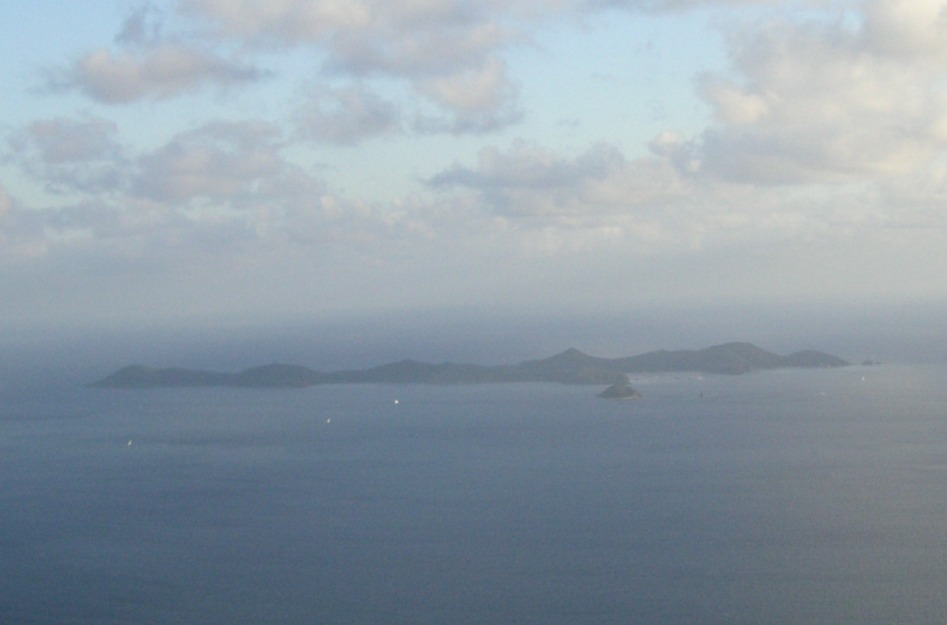
Norman Island gezien vanaf Mount Sage
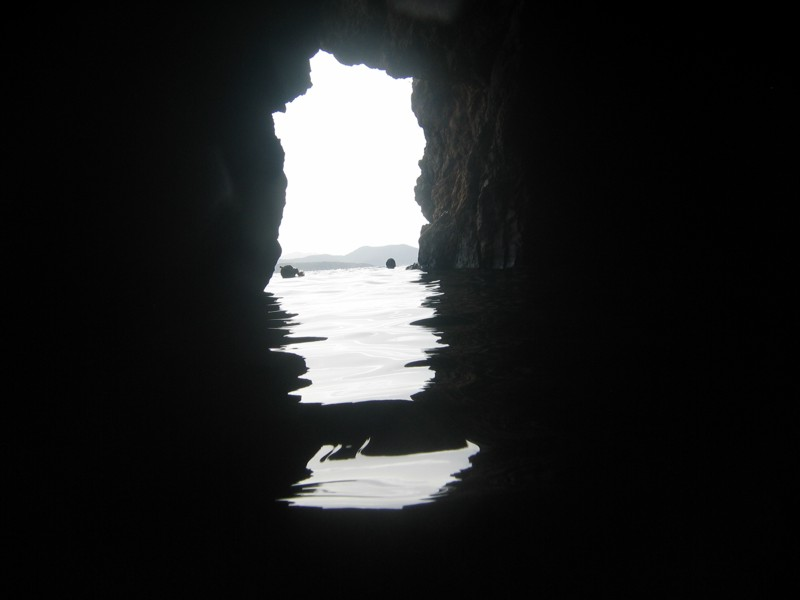
Grot op Norman Island
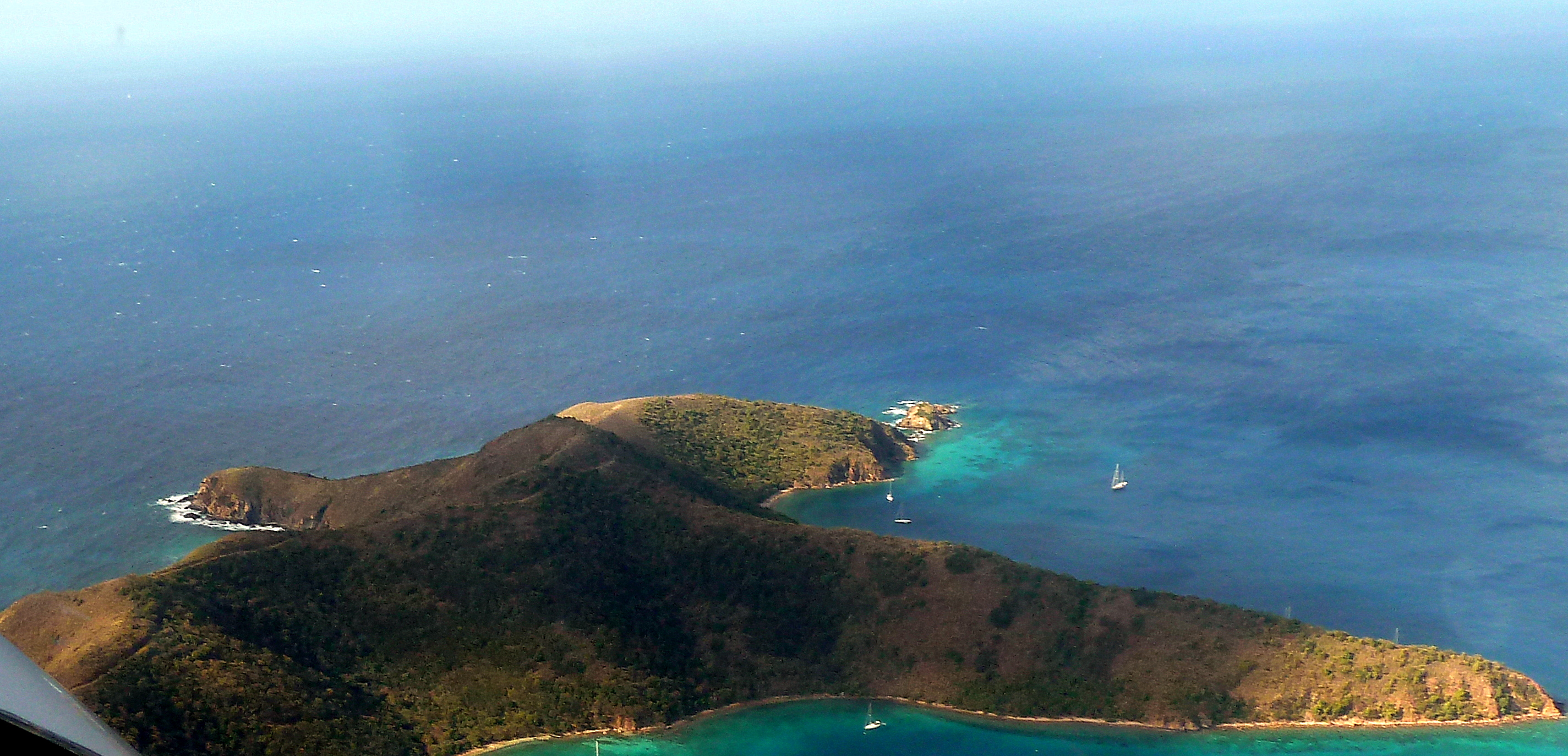
Het westelijk gedeelte van Normal Island

Anegada · Beef Island · Cooper Island · Dead Chest Island · Frenchman's Cay · Ginger Island · Jost Van Dyke · Necker Island · Norman Island · Peter Island · Salt Island · Tortola · Virgin Gorda